# Lista de episódios de Me Apaixonei pela Vilã
Me Apaixonei pela Vilã é uma série de anime baseada na light novel de mesmo nome, escrita por Inori e ilustrada por Hanagata. Está sendo produzida pela Platinum Vision e dirigido por Hideaki Ōba, com roteiros escritos por Ayumu Hisao, desenhos de personagens feitos por Yōko Satō e música composta por Noriyuki Asakura e Usagi to Uma. A série estreou em 3 de outubro de 2023 na Tokyo MX e outras emissoras. A música tema da abertura é "Reaise Y/Our Hands!!", enquanto que a música tema de encerramento é "O.C. Optimum Combination", ambas realizadas por Yu Serizawa e Karin Nanami. A Crunchyroll licenciou a série fora da Ásia.

## Episódios
| N.º | Título | Dirigido por  | Storyboard por    | Exibição original      |
| --- | --- | ------------- | ----------------- | ---------------------- |
| 1 | "Me Deixei Levar em Minha Vida no Outro Mundo" "Isekai Seikatsu wa Chototsumōshin (異世界生活は猪突猛進。)"               | Hideaki Ōba   | Hideaki Ōba       | 3 de outubro de 2023   |
| Após terminar um dia de trabalho exaustivo em uma pequena empresa com horas extras exploratórias, Ōhashi Rei falece e renasce como Rei Taylor em seu jogo otome favorito. Ela percebe que agora está vivendo em outro mundo e expressa repetidamente seu amor por Claire François, apesar de deixá-la irritada. Rei faz com que Claire fique corada ao falar com ela e fique desconcertada, levando-a a declarar que não tem interesse algum em Sein. Mais tarde, Rei e Claire competem em um desafio acadêmico, com Rei vencendo Claire no currículo geral, mas Claire se saindo melhor no exame de etiqueta. Quando é revelado que Rei tem uma habilidade mágica "imensurável", Claire fica chocada. | |               |                   |                        |
| 2 | "Uma Empregada que Trabalha por Amor" "Meido no Shigoto wa Aijō Hōshi (メイドの仕事は愛情奉仕。)"                         | Motohiko Niwa | Motohiko Niwa     | 10 de outubro de 2023  |
| Claire fica chocada que uma "plebeia" como a Rei possa vencê-la, e o único pedido de Rei é que Claire nunca desista, não importa o quê. Rei se candidata a ser uma criada que trabalha na casa dos François, e chantageia o pai de Claire para conseguir o emprego. Ela conhece Lene Orso, a criada da família desde que Claire era criança. Mais tarde, elas vão juntas a um banho público e Rei continua a provocar Claire. Rei revela mais tarde que não está apenas atraída pela aparência de Claire, mas também por sua personalidade. Ela se compromete a fazer Claire acreditar que está apaixonada por ela. | |               |                   |                        |
| 3 | "Meu Amor É uma Série de Altos e Baixos" "Watashi no Koi wa Shichiten Hakki (私の恋は七転八起。)"                         | Hideaki Ōba   | Hideaki Ōba       | 17 de outubro de 2023  |
| Rei joga xadrez com Rod e ele a vence por pouco. Em seguida, Rei e Claire jogam xadrez até que Yur as envolve em um jogo de pôquer, o qual ele vence. Rei organiza "o Jogo do Rei" para fazer com que Sein e Claire se beijem, mas Sein percebe o plano. Mais tarde, a melhor amiga de Rei, Misha Jule, pergunta se ela é homossexual, ao que Rei confirma. As duas, junto com Lene e Claire, começam a discutir sobre atração sexual e como as pessoas podem ser preconceituosas. Rei afirma que está feliz em admirar Claire todos os dias, mesmo sabendo que seus sentimentos não serão correspondidos, e deseja apoiar o amor de Claire por Sein. Internamente, Rei admite a si mesma que, apesar de querer que Claire seja feliz, ainda sente dor devido a incidentes em seu passado. Claire joga água em duas garotas estudantes que ela ouve criticando Rei, fazendo-a se sentir melhor após dizer que "ainda a odeia". | |               |                   |                        |
| 4 | "Quando Monstros Atacam, o Despreparo É o Maior Inimigo" "Mamono no Shūgeki wa Yudantaiteki (魔物の襲撃は油断大敵。)"     | Motohiko Niwa | Motohiko Niwa     | 24 de outubro de 2023  |
| 5 | "A Prova para os Cavaleiros Está Cheia de Drama" "Kishidan Shiken wa Haranbanjō (騎士団試験は波瀾万丈。)"                 | Hideaki Ōba   | Hideaki Ōba       | 31 de outubro de 2023  |
| 6 | "A Razão Secreta não Deve Ser Contada a Ninguém" "Himitsu no Wake wa Tagon Muyō (秘密の理由は他言無用。)"                 | Motohiko Niwa | Motohiko Niwa     | 7 de novembro de 2023  |
| 7 | "O que Marca o Festival Escolar É a Cafeteria Invertida" "Gakusai no Kimete wa Gyakuten Kissa (学祭の決め手は逆転喫茶。)" | Motohiko Niwa | Hiroaki Yoshikawa | 14 de novembro de 2023 |
| 8 | "Todas as Correntes que Serpenteiam São Maquinações" "Uzumaku Nagare wa Kenbōjussū (渦巻く流れは権謀術数。)"              | Hideaki Ōba   | Hideaki Ōba       | 21 de novembro de 2023 |
| 9 | "Minha Mestra jamais Vai Mudar" "Watashi no Omo wa Eien Fuhen (私の主は永遠不変。)"                                       | Motohiko Niwa | Motohiko Niwa     | 28 de novembro de 2023 |
| 10 | "Minha Nova Rival no Amor É ua Super-Humana Perfeita" "Aratana Koigataki wa Kanpeki Chōjin (新たな恋敵は完璧超人。)"      | Hideaki Ōba   | Hiroaki Yoshikawa | 5 de dezembro de 2023  |
| 11 | "Um Desencontro no Amor É Tragédia na Certa" "Koi no Surechigai wa Zettai Zetsumei (恋のすれ違いは絶体絶命。)"            | Hideaki Ōba   | Hiroaki Yoshikawa | 12 de dezembro de 2023 |
| 12 | "A Vilã e Eu Nos Apaixonamos" "Watashi to Oshi wa Sōshi Sōai (私と推しは相思相愛。)"                                      | ASA           | ASA               | 19 de dezembro de 2023 |